# Camillo Federici
Camillo Federici (Garessio, 9 d'abril de 1749 - Pàdua, 23 de desembre de 1802) va ser un dramaturg i actor italià, el veritable nom del qual era Giovanni Battista Viassolo.
Va estudiar dret a Torí, però aviat va mostrar un gust per la literatura i el teatre: l'èxit rebut en les seves primeres proves li va portar a seguir una carrera com a actor i dramaturg, i va realitzar moltes presentacions en aquesta doble capacitat en diverses empreses. Va prendre el pseudònim de Camillo Federici pel títol d'una de les seves primeres obres, Camillo e Federico.
El 1777 es va casar i poc després es va retirar dels escenaris per dedicar-se exclusivament a escriure. Es va establir a Pàdua, i la fama de les seves obres es va estendre ràpidament per tot Itàlia: la major part d'elles pertanyen al gènere del melodrama, amb el temps es va anar empobrint la seva vena inventiva, encara que Federici va anar incorporat algunes característiques noves de la literatura alemanya contemporània d'autors com Schiller, Iffland i Kotzebue.
El 1791 va caure greument malalt i durant diversos anys no va poder treballar: en absència de normes sobre drets d'autor, les seves obres van ser publicades per uns altres sense el seu consentiment. En 1802 es va dedicar a la preparació d'una edició completa, però va aconseguir només quatre volums abans de caure malalt novament i morir.
La publicació en catorze volums de les seves obres va ser acabada el 1816 i una altra edició en vint-i-sis volums es va publicar a Florència en els anys 1826-1827.

## Algunes obres
- L'avviso ai mariti
- El scultore e il cieco
- Enrico IV al passo della Marna
- La bugia vive poco
- La cambiale di matrimonio (1791), que Rossini utilitzaria per compondre la seva primera òpera.